# Наум (Шавианидзе)
Митрополит Наум (груз. მიტროპოლიტი ნაუმი, в миру Наум Григорьевич Шавианидзе, груз. ნაომ გრიგოლის ძე შავიანიძე; 1889, село Охомира, Кутаисская губерния — 3 марта 1969, Кутаиси) — епископ Грузинской православной церкви, митрополит Кутаисско-Гаэнатский.

## Биография
Родился в 1889 году в селе Охомира Кутаисской губернии (ныне Ткибульский муниципалитет края Имеретия, Грузия) в семье псаломщика.
В 1904 году окончил полный курс обучения в Кутаисском духовном училище. Был другом лингвиста академика Акакия Шанидзе. В 1908 году сдал экзамены в Кутаисскую классическую гимназию по классу преподавателя. В 1912 году определён псаломщиком Спасо-Вознесенской церкви в Цуцхвати (ныне — в Ткибульском муниципалитете Имеретии).
В 1916 году епископом Георгием (Аладашвили) рукоположён во диакона и назначен диаконом Кутаисского кафедрального собора.
В 1918 году епископом Антонием (Гиоргадзе) рукоположён в сан священника в Кока-Охомирской церкви (недалеко от Ткибули) в Кутаисской губернии). В 1921 году по совместительству работал в воскресной школе заместителем по учебной части, а также руководил свечной фабрикой, основанной при церкви.
В 1921 году активное участие принимал в выборах патриарха Грузии в Гелати. После этого он стал постоянным секретарём патриарха Грузии. 
В 1924 году перемещён на должность священника Спасской церкви в Чогнари (ныне — в краю Имеретия). С 1925 года одновременно состоял благочинным Кутаисского и Окрибского округов.
В 1929 году назначен настоятелем Кутаисской Мцвансквавильской церкви, где прослужил 11 лет. В 1940 году церковь была закрыта властями, отец Наум лишился места настоятеля.
В 1942 году был расстрелян его старший сын Шалва, 26-летний аспирант филологического факультета Тбилисского государственного университета. Вместе с ним был расстреляны 16 его друзей, в основном аспирантов Тбилисского университета, поэтому дело называлось «делом аспирантов». Отец Наум умер, не получив известия о смерти сына и до конца жизни надеясь на его возвращение. Лишь в 1988 году его младший сын Отар, профессор, директор Цхалтубского института курортологии и физиотерапии, после многочисленных запросов получил известие, что приговор был приведён в исполнение 17 октября 1942 года. 10 ноября 1988 года за недостаточностью улик Шалва был реабилитирован. 
В 1943 году католикосом-патриархом Грузии отец Наум был призван в Сионский собор и назначен ключарём Тбилисского Сионского патриаршего собора.
В 1943 году он участвовал в переговорах с представителем патриарха Московского архиепископом Антонием (Романовским), в результате чего Русская православная церковь окончательно признала автокефалию Грузинской православной церкви.
В 1945 году участвовал в церемонии интронизации патриарха Москвы и всея Руси Алексия. За проведение литургии в Богоявленском соборе патриархом Алексием был награждён крестом. В том же 1945 году патриарх Московский и всея Руси Алексий с ответным визитом приехал в Тбилиси. В составе делегации вместе с католикосом-патриархом Грузии Мелхиседеком III был и отец Наум. 
В 1947 году вновь стал настоятелем Кутаисской Мцвансквавильской церкви. С его участием был выпущен первый церковный календарь Грузинской православной церкви.
7 января 1957 года возведён в сан епископа Кутаисско-Гаэнатской епархии.
В 1964 году патриархом Ефремом II награждён орденом Святой Нино третьей степени, а в 1967 году за добросовестный труд возведён в сан митрополита. 
3 марта 1969 года умер и похоронен в Кутаисской Петропавловской церкви. 
У Наума Шавианидзе было трое детей: старший Шалва, дочь Тамара и младший сын Отар и трое внуков.

## Архиерейское служение
7 июля 1957 года хиротонисан в сан епископа и занял Кутаисско-Гаэнатскую кафедру.
26 августа 1963 года участвовал в епископской хиротонии Илии (Гудушаури-Шиолашвили), будущего католикоса-патриарха всея Грузии.
В 1967 году возведён в сан митрополита.
Как представитель Грузинской православной церкви участвовал в церемонии интронизации патриарха Московского и всея Руси Алексия I, в выборах католикоса всех армян Вазгена I в Эчмиадзине, католикоса-патриарха всея Грузии в Гелати.
Католикос-патриарх всея Грузии Мелхиседек III назвал своим преемником Наума, но тот посчитал себя недостойным этого почётного звания и отказался в пользу Ефрема II.
Скончался 3 марта 1969 года. Похоронен в Кутаисском кафедральном соборе.

## Награды
- Набедренник
- Скуфья
- Камилавка
- Наперсный крест протоиерея
- Палица
- Крест с украшениями от Патриарха Могсковского и всея Руси
- Крест от Патриарха всея Грузии Мелкиседека III
- митра
- орден святой равноапостольной Нины, просветительницы Грузии третьей степени